# Skrutt fanzine
Skruttmagazine är ett svenskt fanzine som startades 1984 av Peter Thorsson, då bosatt i Uddevalla. Numera finns tidningen på internet och där skrivs allt både på svenska och engelska.
Tidningen har intervjuat 900-1000 artister i olika genrer men det stora fokuset har lagts på punk och dess olika utformningar. I pappersform kom Skrutt ut i 39 nummer i upplagor mellan 100 och 700 exemplar, och bland de intervjuade banden finns Bad Religion, Entombed, Toy Dolls, Charta 77, Mimikry,  New Model Army, Stefan Sundström, UK Subs, Mimikry, Asta Kask, Dwarves, Cramps och tusentals till. På hemsidan ryms numera 9 000–10 000 recensioner från åren 2000 och framåt.